# Lo straordinario viaggio di T.S. Spivet
Lo straordinario viaggio di T.S. Spivet (The Young and Prodigious T.S. Spivet) è un film del 2013 diretto da Jean-Pierre Jeunet.
La pellicola è la trasposizione cinematografica del romanzo Le mappe dei miei sogni (The Selected Works of T.S. Spivet) di Reif Larsen.

## Trama
T.S. Spivet è un bambino prodigio di 10 anni, appassionato di scienza e inventore in erba, che vive nel Montana con la sua famiglia, composta dal padre cowboy, la madre entomologa, la sorella quattordicenne che sogna di diventare Miss America e il gemello dizigotico Layton. Quest'ultimo muore per colpa di una fucilata partita per sbaglio per un inceppamento dell'arma stessa che anche T.S. cerca di risolvere. Poco tempo dopo, T.S. riceve una telefonata inaspettata dallo Smithsonian Institution, che gli annuncia la vittoria di un premio per la sua invenzione di un dispositivo con cui si dovrebbe ottenere il moto perpetuo, e decide di andare a ritirare il premio a Washington mettendosi in viaggio all'insaputa di tutti: questo perché la sua famiglia, già di natura un po' chiusa, è caduta in uno stato di depressione e sembra quasi aver dimenticato T.S. nonostante egli abbia fatto tutto il possibile per cercare di salvare il fratello, andando subito a chiedere aiuto dopo la fucilata.

## Produzione
Il budget del film è stato di circa 33 milioni di dollari.
Le riprese del film sono iniziate il 18 giugno e si sono concluse il 15 ottobre 2012; si sono svolte prevalentemente in Canada, nelle città di Lethbridge, Montréal, Trois-Rivières, Calgary e in altre città minori, mentre alcune scene sono state girate a Washington.
Si tratta del primo film filmato con telecamere Arri Alexa M.

## Promozione
Il primo trailer del film è stato diffuso online il 18 maggio 2013.

## Distribuzione
La pellicola è stata distribuita nelle sale cinematografiche francesi a partire dal 10 ottobre 2013, mentre in Italia è uscito a partire dal 28 maggio 2015.
Il film è stato proiettato durante la 9ª edizione del Festival internazionale del film di Roma nella sezione Alice nella città.

## Riconoscimenti
- 2014 - Premio César
  - Miglior fotografia a Thomas Hardmeier
  - Candidatura per la miglior scenografia a Aline Bonetto
  - Candidatura per i migliori costumi a Madeline Fontaine
- 2014 - Lumiere Awards
  - Miglior fotografia a Thomas Hardmeier
- 2014 - World Soundtrack Awards
  - Candidatura per il compositore emergente dell'anno a Denis Sanacore